# 克羅塞特 (阿肯色州)
克羅塞特（英語：Crossett）是一個位於美國阿肯色州阿什利縣的城市。根據2020年美國人口普查，該地人口為4822人，而該地的面積約為15.44平方千米。

## 地理
克羅塞特的座標為33°07′29″N 91°57′48″W / 33.12472°N 91.96333°W，而該地的平均海拔高度為50米（即164英尺）。